# Йётене
Йётене (швед. Götene) — город в Швеции.
Город Йётене является индустриальным центром, находящимся в западной части Швеции, в лёне Вестра-Гёталанд, недалеко от юго-западного берега озера Венерн. Город является административным центром коммуны Йётене и лежит на европейском маршруте Е20, приблизительно в 20 километрах севернее города Скара.